# Le Mesnil-Aubert
 Le Mesnil-Aubert  es una población y comuna francesa, situada en la región de Baja Normandía, departamento de Mancha, en el distrito de Coutances y cantón de Bréhal.

## Demografía
| 268 | 254 | 205 | 181 | 152 | 152 |
| Para los censos de 1962 a 1999 la población legal corresponde a la población sin duplicidades (Fuente: INSEE [Consultar]) |     |     |     |     |     |